# Opus vittatum mixtum

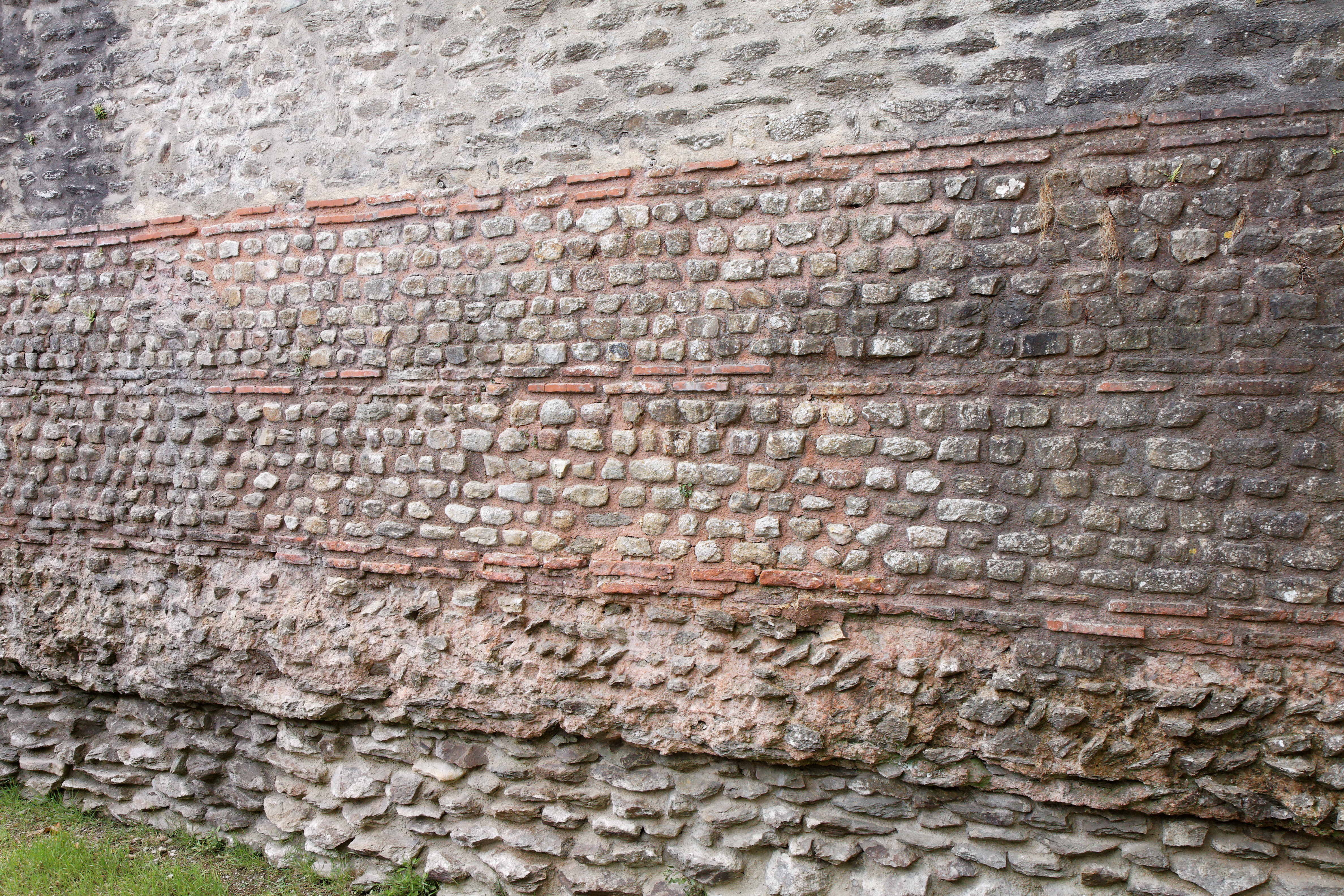
Opus vittatum mixtum in het Kasteel van Brest

Opus vittatum mixtum "gestreept gemengd werk", is een Romeinse betonbouwvorm waarbij twee constructietechnieken of werken (Latijn: opera) door elkaar werden gebruikt. Dergelijk gemengd werk werd opus mixtum genoemd en opus vittatum mixtum was een mengvorm van lagen opus vittatum en lagen opus latericium.

## Beschrijving
Romeins beton ofwel opus caementicium, vaak vermengd met puin of stenen, werd tussen de twee stenen muren gesmeerd, in dit geval rijen met rechthoekige tufstenen blokken en rijen met bakstenen. De beton werd niet zoals bij moderne toepassingen gestort, maar in laagjes verwerkt, gelijk opgaand met de stenen bekleding. De bakstenen lijken rechthoekig, maar het zijn in werkelijkheid diagonaal gebroken vierkante bakstenen die met de punt naar binnen werden gelegd, waardoor de langste zijde van de nu driehoekige baksteen in het zicht kwam te liggen. Dit zorgde voor een betere binding tussen het beton en de baksteen, bovendien was minder baksteen nodig. Alleen op de hoeken werden hele bakstenen gebruikt.

## Geschiedenis
De techniek werd voor het eerst toegepast aan het einde van de 1e eeuw v.Chr. In Italië werd opus vittatum mixtum nooit populair, dit in tegenstelling tot Gallië, waar het vanaf het begin van de eerste eeuw veelvuldig werd gebruikt. Hier was het gedurende de gehele Romeinse periode en zelfs nog daarna in gebruik. Ook in Spanje en Noord-Afrika werd de techniek veelvuldig toegepast. In Rome zelf werd opus vittatum mixtum pas in de 4e eeuw op grote schaal toegepast.